# Mongolische Fußballnationalmannschaft
Die mongolische Fußballnationalmannschaft (mongolisch Монголын хөлбөмбөгийн үндэсний шигшээ баг ᠮᠣᠩᠭᠣᠯ ᠤᠨ ᠬᠥᠯᠪᠥᠮᠪᠥᠭᠡ ᠶᠢᠨ ᠦᠨᠳᠦᠰᠦᠨ ᠦ ᠰᠢᠭᠰᠢᠭᠡ ᠪᠠᠭ; Mongolyn khölbömbögiin ündesnii shigshee bag) ist die Nationalmannschaft des zentralasiatischen Staates Mongolei. Fußball ist in der Mongolei eher eine Randsportart und sie zählt zu den erfolglosesten Mannschaften des Kontinentalverbandes AFC.
Der Mongolei ist es bisher noch nicht gelungen, sich für eine Fußball-Weltmeisterschaft oder für die Asienmeisterschaften zu qualifizieren.

## Weltmeisterschaften
- 1930 bis 1998 – nicht teilgenommen
- 2002 bis 2026 – nicht qualifiziert

## Asienmeisterschaften
- 1956 bis 1996 – nicht teilgenommen
- 2000 und 2004 – nicht qualifiziert
- 2007 – nicht teilgenommen
- 2011 bis 2027 – nicht qualifiziert

## AFC Challenge Cup
- 2006 – nicht teilgenommen
- 2008 – nicht teilgenommen
- 2010 – nicht qualifiziert
- 2012 – nicht qualifiziert
- 2014 – nicht qualifiziert

## AFC Solidarity Cup
- 2016 – Vorrunde

## Fußball-Ostasienmeisterschaft
- 2003 – nicht qualifiziert (Platz 7)
- 2005 – nicht qualifiziert (Platz 7)
- 2008 – nicht qualifiziert (Platz 8)
- 2010 – nicht qualifiziert (Platz 8)
- 2013 – nicht teilgenommen
- 2015 – nicht qualifiziert (Platz 9)
- 2017 – nicht qualifiziert (Platz 8)
- 2019 – nicht qualifiziert (Platz 7)
- 2022 – nicht qualifiziert
- 2025 – nicht qualifiziert

## Trainer (Auswahl)
- Pavel Sevastyanov (1958–1960)
- Lkhamsürengiin Dorjsüren (1993–1998)
- Ishdorjiin Otgonbayar (2000–2011)
- Vojislav Bralušić (2014)
- Michael Weiß (2017–2020)
- Rastislav Božik (2020–2021)
- Shūichi Mase (2021)
- Ichiro Otsuka (2022–2024)
- Bajasgalangiin Garjdmagnai (seit 2024)